# Nadzcaan
Nadzcaan (auch Nadz Caan) ist eine von mehreren, mittlerweile entdeckten, ehemaligen Städten der Maya im mexikanischen Bundesstaat Campeche. Nadzcaan wurde im Frühjahr 1993 entdeckt. Der Name bedeutet „nahe am Himmel“. 
Die Entstehung wird auf 600 bis 300 v. Chr. datiert. Die Stadt umfasst mehr als 60 Quadratkilometer und ist damit größer als das berühmte Chichén Itzá. Über 40 pyramidenartige Bauten mit einer Durchschnittshöhe von 50 Metern und einer Grundlänge von mehr als 200 Metern sind erhalten.
Nadzcaan führte auf Stelen eine eigene Emblemhieroglyphe und war während seiner Blüte in der späten Maya-Klassik eine überregionale Macht.